# Prepona sysiphus
Prepona sysiphus är en fjärilsart som beskrevs av Pieter Cramer 1777. Prepona sysiphus ingår i släktet Prepona och familjen praktfjärilar. Inga underarter finns listade i Catalogue of Life.